# Mijaíl Jorobrit

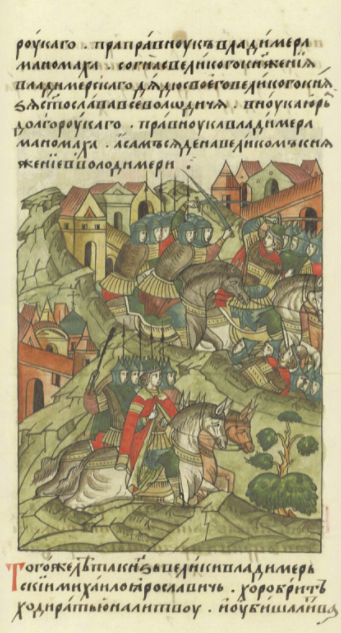
Mijaíl Yaroslávich Jorobrit en una miniatura de la época

Mijaíl Yaroslávich Jorobrit o Jrábry ("El Valiente") (del ruso: Михаил Ярославич Хоробрит) fue Príncipe de Moscovia (1246-1248) y Gran príncipe de Vladímir en 1248. Era un hermano menor de Alejandro Nevski y se dice que él y su hijo Borís fueron príncipes de Moscú antes de que lo fuera Daniel de Moscú, aunque esta es una teoría que no ha sido aceptada por todos los estudiosos. En 1248, capturó la ciudad de Vladímir, expulsando al gran duque, Sviatoslav Vsévolodovich, que huyó a Yúriyev-Polski. Mijaíl murió el 15 de enero de 1248 en combate contra los sobrinos del duque lituano Mindaugas, Tautvilas y Gedivydas, en la batalla del Protvá.